# Carlos Macchi
Carlos Germán Macchi Vacelaire (Montevideo, 18 de octubre de 1974) es un exfutbolista uruguayo. Fue capitán e ídolo del Liverpool Fútbol Club de Uruguay.

## Historia
Debutó en el año 1995 defendiendo los colores del Club Atlético Peñarol, luego estuvo a préstamo a Liverpool en el año 1997. 
Luego del pasaje por el conjunto negriazul emigró al fútbol venezolano para jugar en la temporada 1999 en el Caracas FC. Luego retornó al fútbol uruguayo para vestir la camiseta de Rampla Juniors, Frontera de Rivera y Rentistas.
A fines del año 2000 volvió a emigrar al fútbol hondureño para jugar en el Real Club Deportivo España.  
Un año después retornó a Uruguay para defender los colores de Juventud de Las Piedras. En el año 2003 vuelve a emigrar a Costa Rica, para esta vez defender a la Liga Deportiva Alajuelense. A fines de ese mismo año retorna a Uruguay para jugar en Rentistas por una temporada y media. 
A principios del 2005 se incorporó a Liverpool, al cual defendió las temporadas 2005 y 2006. El técnico lo deja en condición de libre y en la temporada 2007 defiende a Miramar Misiones. A principios de 2008 retorna a Liverpool donde es capitán. En la temporada 2009 logra con  Liverpool  su primera clasificación a un torneo internacional (Copa Nissan Sudamericana 2009). 
Una temporada más tarde juega con Liverpool  su primera clasificación al torneo de clubes más importante de América, la Copa Santander Libertadores 2011.
En la temporada 2013, el director Técnico Raúl Möller no lo tenía en cuenta para formar el equipo, por lo que el presidente de la entidad decidió no renovarle el contrato. La hinchada realizó una manifestación en apoyo al histórico capitán en la sede del club.
En 2014, Macchi tuvo su última experiencia en el fútbol profesional, jugando en la Segunda División Profesional de Uruguay, en el equipo de Canadian Soccer Club.
Su retiro definitivo del fútbol lo hizo jugando en Juventud Unida, equipo de Ecilda Paullier.

## Clubes
| Club             | País       | Año         |
| ---------------- | ---------- | ----------- |
| Peñarol          | Uruguay    | 1995 - 1997 |
| Liverpool        | Uruguay    | 1997 - 1999 |
| Caracas FC       | Venezuela  | 1999 - 2000 |
| Rampla Juniors   | Uruguay    | 2000        |
| Real España      | Honduras   | 2000        |
| Rentistas        | Uruguay    | 2000 - 2001 |
| Juventud         | Uruguay    | 2001 - 2002 |
| Alajuelense      | Costa Rica | 2002 - 2003 |
| Rentistas        | Uruguay    | 2003 - 2005 |
| Liverpool        | Uruguay    | 2005 - 2007 |
| Rentistas        | Uruguay    | 2007        |
| Miramar Misiones | Uruguay    | 2007 - 2008 |
| Liverpool        | Uruguay    | 2008 - 2013 |
| Canadian         | Uruguay    | 2013 - 2014 |

## Palmarés

### Campeonatos nacionales
| Título                         | Club        | País       | Año  |
| ------------------------------ | ----------- | ---------- | ---- |
| Campeonato Uruguayo            | Peñarol     | Uruguay    | 1995 |
| Campeonato Uruguayo            | Peñarol     | Uruguay    | 1996 |
| Campeonato Uruguayo            | Peñarol     | Uruguay    | 1997 |
| Primera División de Costa Rica | Alajuelense | Costa Rica | 2003 |